# 布萊克奧克 (密蘇里州)
布萊克奧克（英語：Black Oak）是位於美國密蘇里州考德威爾縣的非建制地區。

## 歷史
布萊克奧克的郵局於1868年設立，其後於1904年停運。

## 地理
布萊克奧克所處的海拔為高於海平面273米（即896英呎），而該地所採用的時區為UTC-6，即北美中部時區（CST）。同時該地設有夏令時間，為UTC-6調快一小時，即UTC-5（CDT）。